# フランコ・ボニゾッリ
フランコ・ボニゾッリ（Franco Bonisolli, 1938年5月25日 - 2003年10月30日）は、1970年代から1990年代にかけて活躍したイタリアのオペラ歌手（テノール）・声楽家。よく延びる高音、アリアでのけれん味たっぷりの表現で有名だった。

## 生涯
トレント自治県ロヴェレートに生まれる。1961年スポレートで開催された「二つの世界の音楽フェスティバル」（Festival dei Due Mondi）における国際声楽コンテストに優勝して注目され、翌年同地ヌォーヴォ劇場でのプッチーニ『つばめ』のルッジェーロ役でオペラ歌手としてのデビューを飾った。
キャリアの初期にあってはプロコフィエフ『三つのオレンジへの恋』の王子役などの現代オペラ諸役、プッチーニ『ラ・ボエーム』ロドルフォ役やドニゼッティ『愛の妙薬』ネモリーノ役といったリリコ・レッジェーロの声質を得意としていた。
特に1960年代後半のボニゾッリはロッシーニ・オペラのスペシャリストとして有名であり、『セビリアの理髪師』のアルマヴィーヴァ伯爵役、『湖上の美人』のジャーコモ役、『コリントの包囲』のクレオメーネ役では絶賛を得た。クレオメーネ役は彼が1969年のミラノ・スカラ座デビューでも歌った役である。また1968年からはウィーン国立歌劇場のメンバーとなり、同劇場は生涯を通じての活躍の舞台となった。
1970年代に入り、ボニゾッリはよりドラマティックな諸役に進む。1980年代にはヴェルディ『運命の力』のアルヴァーロ役、ジョルダーノ『アンドレア・シェニエ』題名役、ルッジェーロ・レオンカヴァッロ『道化師』のカニオ役、ヴェルディ『オテロ』題名役など、往年の大テノール、マリオ・デル＝モナコの演じた諸役を中心として活躍した。
中でもボニゾッリの名を有名にしたのはヴェルディ『イル・トロヴァトーレ』のマンリーコ役と、プッチーニ『トゥーランドット』のカラフ役であった。それぞれの役での聴かせ所であるアリア「見よ、恐ろしい炎を」と「誰も寝てはならぬ」でボニゾッリは、指揮者、オーケストラ、合唱などすべてを無視し、声の続く限りフィナーレの高音を張り上げようと試みるのが常であった。その大向う受けを狙ったパフォーマンスは音楽評論家や演出家、あるいは端正な演奏を好む聴衆からは嫌悪されたが、支持者もまた多かった。
ボニゾッリはリサイタルのため数回日本も訪れており、上記アリアを中心に、物見高い日本の聴衆を意識した彼特有のパフォーマンスで一部の人気を得た。ただし、日本のクラシック愛好家や音楽関係者たちに、イタリア人テノール歌手全般に対するステレオタイプ的偏見を再び植えつけてしまった事実は否定できない。
2003年10月、ウィーンにて死去、65歳。

## 最後のプリモ・ウォーモ
フランコ・ボニゾッリはその野放図なパフォーマンスから「最後のプリモ・ウォーモ（花形）」と称され、多くのエピソードを残した。
- 1978年、ウィーン国立歌劇場での『イル・トロヴァトーレ』公演を控えたリハーサル中、ボニゾッリは同歌劇場の帝王、ヘルベルト・フォン・カラヤンと公然と衝突し、マンリーコ役の小道具である剣をカラヤンに投げつける挙に出た。ボニゾッリが延ばそうとする高音をカラヤンが許さなかったのが直接の原因とされる。不幸なことにこれは観客を入れた公開リハーサルであり騒動が公になったため、ボニゾッリは降板させられ、プラシド・ドミンゴが代役に立った。
- 1983年、バルセロナにおける『イル・トロヴァトーレ』での出来事。「見よ、恐ろしい炎を」で例の如く（ヴェルディの楽譜には存在しない）ハイCの高音を挿入しようとしたボニゾッリだったが、声が割れてしまった。バルセロナの聴衆はそれでも彼の果敢なチャレンジに拍手を送ったが、満足できないボニゾッリは幕間に舞台に現れ、無伴奏でアリアを再演して「お詫び」をした。
- 2001年、東京でのリサイタル（ニコラ・マルティヌッチとのジョイント）では、十八番の「誰も寝てはならぬ」を歌ったが、やはりエンディングで高音を延ばすことに失敗した。渋る伴奏ピアノ奏者を説き伏せてボニゾッリはエンディングに再挑戦したが、うまく歌えなかった。ボニゾッリが「空調が悪い」とゼスチャー交じりのイタリア語で文句を言っていたのがご愛嬌であった。
- 2002年8月、シチリア島タオルミーナの野外劇場でのマスカーニ『カヴァレリア・ルスティカーナ』公演で、ボニゾッリはオーケストラのテンポがあまりに遅いことに立腹、演奏中にもかかわらず舞台上から指揮者、オケに抗議を行った。聴衆がボニゾッリに対して野次を飛ばすと、ボニゾッリはコルナ（イタリアでは最大の侮辱を示すジェスチャー）をし、そのまま退場した。